# Радьковка (Сумская область)
Радьковка (укр. Радьківка) — село,
Стецковский сельский совет,
Сумский район,
Сумская область,
Украина.
Код КОАТУУ — 5924787104. Население по переписи 2001 года составляло 169 человек.

## Географическое положение
Село Радьковка находится на левом берегу реки Каланчак, которая через 2 км впадает в реку Олешня, ниже по течению на расстоянии в 1 км расположено село Стецковка. На реке небольшая запруда.
Село окружено большим лесным массивом (сосна). К селу примыкают большие массивы садовых участков. Рядом проходит автомобильная дорога Н-07.